# Cyclopia capensis
Cyclopia capensis är en ärtväxtart som beskrevs av Terence Macleane Salter. Cyclopia capensis ingår i släktet Cyclopia, och familjen ärtväxter. Inga underarter finns listade i Catalogue of Life.